# Svend Thorsen
Svend Thorsen (født 28. januar 1895 i Viby Sogn, Aarhus, død 21. november 1971 i Hellerup) var en dansk journalist, redaktør og forfatter.
Thorsen var af en grundtvigsk bondeslægt og blev født i Viby ved Aarhus, men som dreng flyttede familien til Gammelmosegård nær Kongens Lyngby. Efter studentereksamen i 1914 tog han filosofikum fra Københavns Universitet og fik i 1916 ansættelse på et pressebureau i København. I 1917 blev han ansat ved Roskilde Tidende og i 1919 ved Holbæk Amts Venstreblad.
Han tog i vinteren 1920-1921 på Askov Højskole, hvor han mødte den senere politiker Thorkil Kristensen. Genforeningen i 1920 betød, at grænselandets udfordringer rykkede tæt på skolens liv. Efter højskoleopholdet blev Svend Thorsen medredaktør af det nyetablerede Sønderjydsk Dagblad i Haderslev. Her blev han kun et års tid inden han i 1922 rykkede til København, først som medarbejder ved Det Radikale Venstres korrespondancebureau og fra 1927 som hovedstadsredaktør for Fyns Tidende. I 1933 blev han protokolsekretær i Folketinget, hvor han blev helt til 1962. Fra 1937 til 1939 var han dog pressekonsulent for Valutacentralen. Under krigen virkede han desuden som medredaktør og lederskribent ved Østsjællands Folkeblad (1943-1946).
I 1957 opstillede han som folketingskandidat for Det Konservative Folkeparti i Gentofte, men blev ikke valgt.
Fra 1962 koncentrerede han sig som sit forfatterskab. Han var blandt andet medredaktør af et værk om sønderjydernes vilkår fra 1914 til genforeningen i 1920, De fire onde år om 2. verdenskrig samt en række bøger om genforeningen og om dansk politik. Han døde under udarbejdelsen af et stort værk om danske regeringer i de første 100 års folkestyre. Det blev fuldført af Tage Kaarsted.
Svend Thorsen modtog Den Hielmstierne-Rosencroneske prismedalje i 1952, Det danske akademis Alexander Foss-pris og pressens belønningsfonds hædersgave i 1968, Ingenio et arti i guld i 1970 og G.E.C. Gads Fonds hædersgave 1971.
Svend Thorsen er begravet på Mariebjerg Kirkegård.